# Thunderbolts*
Pour les articles homonymes, voir Thunderbolt.
Série de l'univers cinématographique Marvel
Captain America: Brave New World
(2025) Les Quatre Fantastiques : Premiers pas
(2025)
Pour plus de détails, voir Fiche technique et Distribution.
Thunderbolts* : *Les Nouveaux Avengers (*The New Avengers) est un film américain réalisé par Jake Schreier et sorti en 2025.
Il s'agit du 36e film de l'univers cinématographique Marvel, le 6e et dernier de la phase cinq. Le film met en scène l'équipe des Thunderbolts, créée par le scénariste Kurt Busiek et le dessinateur Mark Bagley et apparue pour la première fois en janvier 1997 dans les comics Marvel. Il met également en scène l'équipe des Nouveaux Avengers, créée par le scénariste Brian Michael Bendis et le dessinateur David Finch à travers les mêmes personnages, offrant alors au film un double titre.
Le film s'inscrit principalement dans la continuité des films Ant-Man et la Guêpe (2018), Black Widow (2021) et Captain America: Brave New World (2025), ainsi que des séries Hawkeye (2021) et Falcon et le Soldat de l'hiver (2021). Plusieurs acteurs reprennent dans ce film leurs rôles de précédents films et séries de l'univers cinématographique Marvel.

## Synopsis
En 2027, quelques mois après l'affrontement entre Sam Wilson alias Captain America et Thaddeus Ross, Yelena Belova fait exploser un laboratoire au sein d'un immeuble appartenant au groupe OXE à Kuala Lumpur, en Malaisie, sous les ordres de Valentina Allegra de Fontaine qui souhaite effacer les preuves de son implication dans des expériences illégales de l'entreprise sur des individus afin de leur octroyer des pouvoirs surhumains dont le projet Sentry. Pendant la mission, Yelena parle de sa crise existentielle à ses adversaires et évoque la futilité de son quotidien. Alors que Valentina est à Washington pour faire face à une procédure de destitution de son poste de directrice de la CIA pour son implication dans les activités d'OXE, elle est surveillée par Bucky Barnes, désormais membre du Congrès.
Se voyant cernée par les autorités américaines et contrainte de subir des inspections du gouvernement dans ses quartiers, Valentina déplace en urgence toutes ses activités compromettantes avec l'aide de son assistante Mel et envoie Yelena, de plus en plus lassée de ses opérations secrètes, effectuer une dernière mission dans une installation souterraine située dans l'Utah, où elle doit neutraliser une cambrioleuse qui se trouve être Ava Starr alias le Fantôme.
Dans les souterrains, Yelena se retrouve face à Ava mais aussi à John Walker alias U.S. Agent et Antonia Dreykov. En pleine confusion, les quatre se battent ainsi les uns contre les autres dans une violente confrontation où Ava élimine Antonia d'un coup de feu dans la tête. Pendant l'affrontement, un conteneur rangé dans la pièce s'ouvre et un mystérieux jeune homme dénommé Bob apparaît alors de manière inattendue. Il est alors mis en joue par les trois agents qui le considèrent comme un autre sbire de Valentina. Yelena réalise qu'Ava, Walker et Antonia ont aussi travaillé pour le compte de Valentina et que cette dernière les a tous trahi en les envoyant chacun dans la base pour s'entretuer parce qu'ils sont tous des preuves vivantes et des témoins gênants des ses activités illégales et qu'ils devaient être éliminés pour éviter sa destitution. Walker refuse de croire à cette version et Bob prétend de son côté ne se souvenir de rien et ignore pourquoi il était détenu dans cette base. C'est alors qu'Ava réalise qu'ils sont dans un incinérateur destiné à carboniser les survivants de l'altercation sur place avec les dernières preuves d'OXE. Yelena, Walker et Bob parviennent à s'échapper in extremis de la salle avec l'aide d'Ava qui ouvre les portes de sécurité en traversant les murs.
Valentina apprend de son assistante Mel la survie des trois agents et de Bob qui s'avère être un des nombreux cobayes du projet Sentry et le seul survivant aux expérimentations. Devant les soupçons de Mel qui pense que les quatre nouveaux compagnons vont unir leurs forces pour se retourner contre elle, Valentina réplique qu'ils ne pourront jamais faire équipe contre elle. Elle envisage néanmoins de revenir à la base et de capturer les trois agents restants et Bob pour garder la mainmise sur les potentiels témoignages contre elle et exploiter les capacités du cobaye du projet Sentry. Alexei Shostakov, devenu chauffeur indépendant de limousine de nombreuses célébrités, dont Valentina, apprend le complot de cette dernière en écoutant sa conversation avec son assistante. Il décide de partir secourir sa fille.
Au contact physique de Bob, Yelena et Walker ont des visions de leur passé et revivent des souvenirs traumatiques : Yelena se souvient d'avoir participé au meurtre d'une enfant de la Chambre Rouge pendant son entraînement pour devenir une Veuve noire et Walker revoit son attitude froide et distante qu'il a eu envers sa femme et son bébé suite à sa déchéance du titre de Captain America et son renvoi de l'armée. Malheureusement, des détachements entiers de la sécurité privée d'OXE les attendent à la surface sous la direction de Valentina qui ordonne de les capturer vivants. S'ensuivent alors de violents affrontements entre Yelena, Walker et les forces d'OXE, Ava s'étant enfuie pour trouver un véhicule. Alors que le quatuor est sur le point de s'échapper de la zone d'intervention en se déguisant en soldats de l'équipe médicale, ils manquent d'être repérés par les gardes en factions mais Bob parvient à faire diversion avec un fusil d'assaut pour faire échapper Yelena, Ava et Walker. Les troupes d'OXE déversent leurs chargeurs sur lui, en violation des ordres de Valentina, qui le veut vivant. Miraculeusement, Bob se relève et démontre d'incroyables capacités de résistance aux balles, une force titanesque et la faculté de voler pour finalement s'effondrer inconscient au sol, ce qui provoque une immense onde de choc qui fait basculer le véhicule de Yelena, Walker et Ava. Bob finit capturé par Valentina.
Le lendemain, à bord de son véhicule traversant le désert, Alexei retrouve sa fille Yelena, Walker et Ava. Une fois le trio monté dans sa limousine, il nomme le groupe « Thunderbolts », en hommage à l'ancienne équipe de football d'enfance de Yelena. C'est alors que les quatre compagnons sont poursuivis par les agents armés d'OXE. Ils sont sous-équipés pour résister mais contre toute attente, Bucky intervient en moto et élimine les assaillants, avant d'arrêter les Thunderbolts en faisant retourner la limousine d'Alexei.
Pendant ce temps, Valentina explique à Bob, qui s'appelle en réalité Robert Reynolds, que le projet Sentry avait pour but de créer un être invincible succédant aux Avengers et capable de devenir le plus grand super-héros de tous les temps afin de protéger le monde. Ainsi, elle espère manipuler le jeune homme en voulant faire de lui un super-héros populaire pour avoir un regain de popularité et empêcher sa destitution. Avant de s'être porté volontaire pour le projet, il s'avère que Bob était un toxicomane en quête de sens errant à Kuala Lumpur et souffrant d'un trouble dissociatif de l'identité, une information qui terrorise Mel, laquelle comprend que la situation peut facilement basculer à cause de l'instabilité psychologique de Bob. Motivé par Valentina, Bob commence à progressivement tester ses capacités télékinétiques.
Au même moment, dans un vieux garage abandonné, Bucky confronte les quatre fugitifs menottés et leur dévoile qu'il a l’intention de les faire témoigner contre Valentina, les voyant comme les témoins clés pouvant faire tomber cette dernière. Alexei est le seul membre à lui témoigner respect et admiration pour son passé d'Avenger tandis qu'Ava et Yelena se montrent réticentes à l'idée de s'opposer encore une fois à Valentina. Bucky prend part à une altercation verbale avec Walker où il révèle que sa femme est partie avec leur enfant suite au comportement toxique de ce dernier. Ainsi, Bucky leur demande de l'aider à agir ou de le regretter toute leur vie. Les quatre partenaires lui expliquent alors la situation et les ambitions secrètes de Valentina pour le projet Sentry, ce qui est confirmé par un appel de Mel qui le supplie de venir à la Watchtower, l'ancienne tour des Avengers à New York avec du monde pour neutraliser sa patronne. Bucky s'associe avec les Thunderbolts, puisqu'ils ont tous des raisons solides de vouloir arrêter Valentina.
Sous couverture, les Thunderbolts débarquent en camion à la Watchtower et se confrontent aux gardes, mais Valentina les attend calmement et les laisse venir à l'étage où elle les attend. Comprenant qu'elle gagne du temps, Bucky est sur le point de la neutraliser mais est retenu par une force télékinésique. Bob avec les cheveux teints en blond arrive en costume de Sentry sous la présentation de sa nouvelle mentor. Sous les ordres de Valentina, il affronte le groupe en dépit des protestations de Yelena. Seulement, ils sont tous rapidement mis hors d'état de nuire notamment Bucky à qui Sentry arrache le bras robotique. Vaincus, les Thunderbolts sont contraints de fuir sous les sarcasmes de Valentina. Cette dernière ordonne alors à Sentry de les achever mais il refuse à sa grande surprise.
À l'extérieur de la tour, Bucky suggère de former une stratégie d'attaque contre Valentina et Alexei tente de motiver ses nouveaux coéquipiers. Yelena, exaspérée de ce qui est arrivé à Bob, critique verbalement l'équipe. Folle de colère, elle part, suivie par Alexei. Dans les rues de New York, père et fille se disputent, Yelena reprochant à Alexei de ne pas être venu la voir après la mort de sa sœur Natasha Romanoff et ce dernier lui répondant qu'il pensait qu'elle le rejetterait. Elle affirme alors qu'elle ne voit aucun sens à sa vie et qu'elle ressent de plus en plus du vide. Elle se sent aussi coupable de nombreux crimes qu'elle a commis dans le passé. Alexei la réconforte en lui rappelant ses qualités et leurs devoirs de héros de devenir meilleur et de désormais protéger la population.
Comprenant qu'il détient une toute-puissance et une supériorité face à tous les héros existants comme Thor, Sentry se proclame comme un nouveau Dieu et se retourne contre Valentina. Alors qu'il est sur le point de l'assassiner par étranglement, il est rapidement désactivé par Mel grâce à une puce implantée dans sa tête. Mel et Valentina sortent ainsi de la tour et cette dernière envoie une équipe de nettoyage pour se débarrasser du corps. Cependant, la mort apparente de Sentry déclenche l'apparition de sa part sombre appelée le Néant, une entité cruelle et destructrice qui commence à engloutir New York dans une énergie obscure et change les habitants en ombres d'un simple geste. Toute la ville est alors plongée dans la panique générale avec d'importants dégâts collatéraux.
Bucky et Ava portent individuellement secours aux victimes. Alors qu'une femme allait être écrasée par un mur, Walker lui porte secours et est rejoint par tous les Thunderbolts qui arrivent à renverser l'obstacle dans un effort collectif. Ils sont alors applaudis par la population, sous le regard calculateur de Valentina, qui voit là une nouvelle opportunité. Cependant, le Néant étend son ombre dans toute la ville, devenant totalement incontrôlable. Comprenant que la seule manière d'arrêter le Néant est de se faire engloutir pour atteindre la conscience de Bob, Yelena entre volontairement dans l'ombre du Néant.
À l'intérieur, elle fait face à son propre passé hanté où elle revit ses traumatismes : elle revit ainsi le meurtre de l'enfant auquel elle a participé, ses premières formations par la Chambre Rouge où des enfants sont fouettés aux mains pour ne pas avoir chargé une arme à feu à temps, son alcoolisme et sa dépression après la mort de sa sœur. Elle parvient finalement à atteindre Bob qui se trouve dans une construction mentale de sa chambre d'enfance. Elle tente de le réconforter et voit l'impact d'un père abusif sur un Bob enfant. Elle est rejointe par le reste des Thunderbolts dont chacun a dû affronter ses traumatismes pour les rejoindre. Ensemble, l'équipe aide Bob à combattre ses traumatismes : Walker défend le Bob du passé en frappant son père abusif et Bucky neutralise un autre Bob du passé déguisé en poulet sous l'influence de substances illicites. Ensemble, ils arrivent à s'introduire dans le pire traumatisme de Bob : sa première expérience dans le projet Sentry qui a fait deux victimes et provoqué l'apparition physique du Néant. Ils retrouvent ce dernier qui affirme qu'il ne disparaîtra jamais du fait de la profonde solitude que ressent Bob depuis toujours. L'équipe affronte le Néant mais tous les Thunderbolts sont rapidement neutralisés, enchainés par des éléments du décor grâce aux pouvoirs télékinétiques du Néant.

Le rôle de l'astérisque à Thunderbolts* prend sens à la fin du film avec la révélation du nom de l'équipe et du logotype véritable : *Les Nouveaux Avengers.

Complétement impuissants, l'équipe voit à contrecœur Bob affronter à lui seul son autre personnalité. Bob devient alors impulsif et violent et passe à tabac le Néant sans s'apercevoir que son corps plonge progressivement dans la pénombre au fur et à mesure des coups. Yelena comprend que le Néant veut déchainer la fureur de Bob pour qu'il devienne entièrement dominé par la haine et la souffrance comme lui. Ava, Walker, Alexei, Bucky et Yelena se libèrent de leurs liens et interviennent en retenant Bob de se défouler sur le Néant, tous réaffirmant leur foi en Bob d'être plus fort que son côté sombre. Leur solidarité lui permet de reprendre le dessus et en un instant, ils se retrouvent tous au sol, de retour dans les rues de New York. L'obscurité disparaît de la ville et tous les habitants qui avaient été dissipés en ombres reviennent à la vie. Le Néant est ainsi vaincu et Bob reprend son apparence humaine en affirmant ne plus se souvenir de rien.
Les Thunderbolts furieux et à bout se retrouvent face à une Valentina piégée qui réclame désespérément un véhicule pour prendre la fuite. Alexei et Ava se proposent avec enthousiasme pour la tuer ou lui briser plusieurs os tandis que Bucky suggère de simplement la remettre aux autorités. Quand Walker demande ce que l'équipe fera lorsque Bob retrouvera la mémoire, Yelena décide qu'il reste auprès d'eux, ce qui le ravit. Les Thunderbolts suivent Valentina pour lui faire sa fête, mais elle les piège en les attirant dans une conférence de presse organisée dans le but de sauver son image publique dans laquelle elle s'attribue le mérite d'avoir rassemblé les Thunderbolts avant de les présenter comme les « Nouveaux Avengers ». Les journalistes les acclament et Bob les applaudit. Tout sourire face aux caméras, Yelena chuchote alors à son ancienne patronne : « Cette fois, on vous tient », en regardant par la suite les journalistes d'un air satisfaite.
Scène inter-générique
Dans un supermarché, Alexei tente de convaincre une cliente d'acheter un paquet de céréales Wheaties sur lequel sont affichés les membres des Nouveaux Avengers.
Scène post-générique
Quatorze mois plus tard, dans leur QG, les Nouveaux Avengers discutent de plusieurs sujets, dont une crise dans l'espace et le fait que Sam Wilson poursuit le groupe en justice pour l'usage du nom Avengers. Leur discussion est alors interrompue par un signal les alertant de l'entrée d'un vaisseau d'origine extradimensionnelle dans l'atmosphère. Leurs images satellites révèlent alors un vaisseau élégant arborant un emblème : celui des Quatre Fantastiques, Yelena étant intriguée par ce qu'elle voit.

## Fiche technique
Sauf indication contraire, les informations mentionnées dans cette section peuvent être confirmées par la base de données cinématographiques IMDb,  présente dans la section « Liens externes ».
- Titre original : Thunderbolts* ou The New Avengers
- Réalisation : Jake Schreier
- Scénario : Eric Pearson et Joanna Calo, d’après une histoire d'Eric Pearson, d'après les Thunderbolts créés par Kurt Busiek et Mark Bagley et les Nouveaux Avengers créés par Brian Michael Bendis et David Finch
- Musique : Son Lux
- Décors : Grace Yun
- Costumes : Sanja Milkovic Hays
- Photographie : Andrew Droz Palermo
- Montage : Angela M. Catanzaro et Harry Yoon
- Production : Kevin Feige
  - Production exécutive : Louis D'Esposito, Brian Chapek et Jason Tamez
  - Coproduction : David J. Grant et Allana Williams
- Société de production : Marvel Studios
- Société de distribution : Walt Disney Studios Motion Pictures
- Budget : 180 millions de $
- Pays de production :  États-Unis
- Langue originale : anglais, russe, italien
- Format : couleur - D-Cinema - 2,39:1 (Cinémascope) (Panavision) - son DTS | IMAX 6-Track | Dolby Digital | Dolby Atmos
- Genre : action, aventures, science-fiction, drame psychologique, super-héros
- Durée : 126 minutes
- Dates de sortie[2] :
  - France, Belgique : 30 avril 2025
  - États-Unis : 2 mai 2025

## Distribution
- Florence Pugh (VF : Kelly Marot ; VQ : Catherine Brunet) : Yelena Belova / Black Widow
- Sebastian Stan (VF : Axel Kiener ; VQ : Nicholas Savard L'Herbier) : James « Bucky » Barnes / le Soldat de l'hiver
- Wyatt Russell (VF : Mario Bastelica ; VQ : Martin Watier) : John Walker / U.S. Agent
- David Harbour (VF : Gilles Morvan ; VQ : Louis-Philippe Dandenault) : Alexei Shostakov / le Red Guardian
- Hannah John-Kamen (VF : Marie Tirmont ; VQ : Aurélie Morgane) : Ava Starr / Ghost
- Julia Louis-Dreyfus (VF : Véronique Augereau ; VQ : Valérie Gagné) : Comtesse Valentina Allegra De Fontaine, directrice de la CIA et leader secrète d'OXE
- Lewis Pullman (VF : Martin Faliu ; VQ : Gabriel Lessard) :  Robert « Bob » Reynolds / Sentry / le Vide
- Geraldine Viswanathan (VF : Camille Timmerman ; VQ : Elisabeth Gauthier Pelletier) : Mel Gold, l'assistante de Valentina
- Olga Kurylenko : Antonia Dreykov / Taskmaster
- Wendell Pierce[3](VQ : Manuel Tadros) : représentant Gary
- Chris Bauer[3] : Holt, chef de la sécurité d'OXE
- Violet McGraw : Yelena Belova, enfant
- Joshua Mikel : le père de Bob
- Gabrielle Byndloss : Olivia Walker

## Production

### Genèse et développement
Durant la production des Gardiens de la Galaxie (2014), le cinéaste James Gunn exprime son envie de faire un film sur les Thunderbolts. Kevin Feige, président de Marvel Studios, affirme alors que cela est envisageable. Cependant, après avoir tourné The Suicide Squad (2021), James Gunn déclare qu'il n'est plus intéressé par le projet, trop similaire selon lui au film de DC Comics.
L'idée d'un projet sur les Thunderbolts au sein de l'univers cinématographique Marvel est relancée en 2019 quand il est révélé que Daniel Brühl va reprendre son rôle d'Helmut Zemo dans la série Falcon et le Soldat de l'hiver,. Cette même série introduit par ailleurs Julia Louis-Dreyfus dans le rôle de Valentina de Fontaine ainsi que Wyatt Russell en U.S. Agent. Le personnage de Valentina de Fontaine réapparait ensuite dans une scène post-générique de Black Widow (2021) avec Yelena Belova. De nombreux articles évoquent alors l'idée que cela va servir à introduire les Thunderbolts,. Le producteur délégué Nate Moore déclare cependant que les Thunderbolts n'ont jamais été envisagés pour Falcon et le Soldat de l'hiver car ils « obscurciraient l'histoire » et enlèveraient d'autres aspects de la série. Scénariste en chef de la série, Malcolm Spellman estime qu'il y avait « beaucoup de discussions » autour de l'introduction potentielle de l'équipe au sein de l'univers cinématographique.
En juin 2022, Jake Schreier est annoncé à la réalisation d'un film Thunderbolts,, d'après un scénario d'Eric Pearson. Jake Schreier aurait été embauché après une présentation qui a « époustouflé » les dirigeants de Marvel Studios. À cette époque, le studio avait contacté certains acteurs pour discuter de leur éventuel retour. La presse suppose alors que les Thunderbolts seront composés du Baron Zemo, Yelena Belova, Taskmaster, U.S. Agent, Ghost, Abomination, Bucky Barnes et Clint Barton,,,,. Deadline Hollywood évoque par ailleurs l'idée que le rôle de Thaddeus "Thunderbolt" Ross pour être repris par un autre acteur après la mort de William Hurt,.

Premier logo de Thunderbolts, révélé lors de la Comic-Con le 23 juillet 2022.

Le film est officiellement annoncé lors de la San Diego Comic-Con 2022 et une date de sortie est alors fixée pour le 26 juillet 2024. Il est précisé que Thunderbolts sera le dernier long métrage de la phase 5 de l'univers cinématographique Marvel.
En février 2023, Lee Sung-jin révèle qu'il rejoint le projet pour réécrire le script, à la demande de Jake Schreier, avec lequel il avait travaillé sur la série Acharnés. Il est rapporté que le scénario initial d'Eric Pearson était trop concentré sur Yelena Belova « Black Widow », que le public connaissait déjà, et que Marvel Studios voulait que les autres personnages aient une importance équitable et faire film avec une distribution d'ensemble. Début 2024, il est annoncé que Joanna Calo a également retravaillé le scénario.
En avril 2024, lors de la CinemaCon, Kevin Feige confirme que le titre du film sera Thunderbolts* et annonce que l'utilisation de l'astérisque sera expliqué à la sortie du film.

### Attribution des rôles
Lors de la D23 Expo en septembre 2022, Florence Pugh, Wyatt Russell, Hannah John-Kamen et Julia Louis-Dreyfus sont confirmés dans le film, tout comme Sebastian Stan, David Harbour et Olga Kurylenko. Tous reprennent leur rôle auparavant présents dans des séries et films de l'univers cinématographique Marvel.
En octobre 2022, Harrison Ford est officiellement annoncé en Thaddeus "Thunderbolt" Ross à la place de William Hurt, décédé en mai 2022, et qui l'avait incarné dans L'Incroyable Hulk (2008), Captain America: Civil War (2016), Avengers: Infinity War (2018), Avengers: Endgame (2019) et Black Widow (2021). Marvel Studios voulait initialement annoncer la présence de Harrison Ford dès la D23 Expo mais Kathleen Kennedy — présidente de Lucasfilm — a demandé au studio de ne pas interférer avec la promotion de Indiana Jones et le Cadran de la destinée. Peu après, il est précisé qu'il incarnera d'abord le personnage dans Captain America: Brave New World (2025). Ayo Edebiri est ensuite annoncée dans un rôle non dévoilé.
En février 2023, Steven Yeun est annoncé dans un rôle qui pourrait ensuite revenir dans d'autres films de l'univers cinématographique Marvel. Il est plus tard révélé qu'il incarnera Sentry. L'acteur américano-sud-coréen quitte finalement le projet en janvier 2024, pris par d'autres projets. Il explique que les nombreux reports de Thunderbolts — causés par la grève de la WGA et de celle de la SAG-AFTRA — ont décalé son emploi du temps. Steven Yeun espère cependant apparaître dans un futur projet de Marvel. Lewis Pullman sera confirmé peu de temps après pour le remplacer.
Geraldine Viswanathan est ensuite annoncée dans le rôle de l'assistante de Valentina de Fontaine, rôle initialement confié à Ayo Edebiri.

### Tournage
Le tournage devait initialement commencer en juin 2023,. Il est initialement annoncé que la grève de la WGA puis celle de la SAG-AFTRA n'impacteront pas la production. Cependant, le tournage est repoussé peu de temps après,.

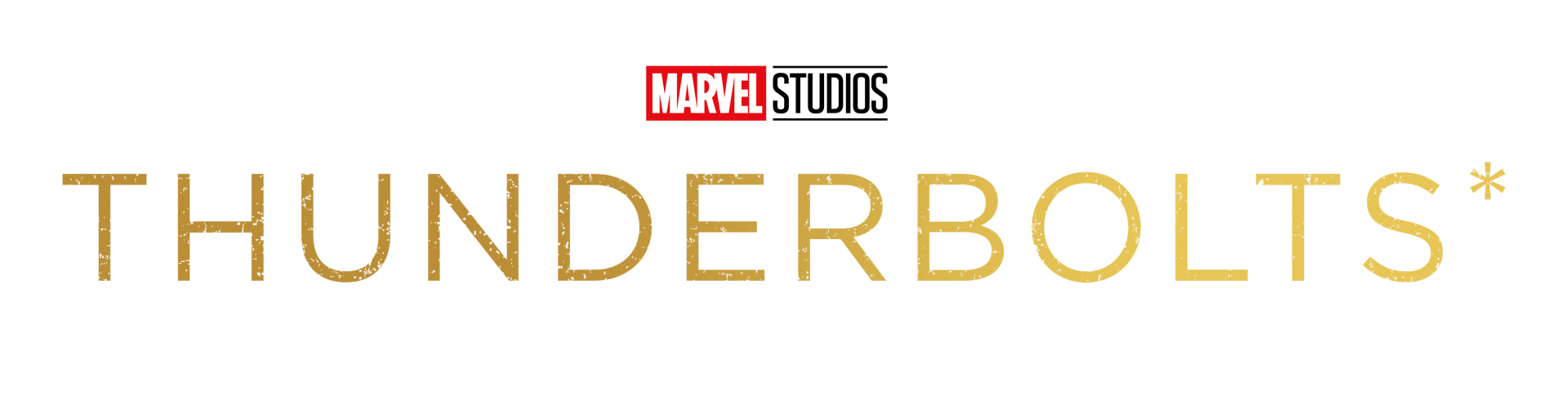
Second logo de Thunderbolts, utilisé lors des premières bande-annonces diffusées les 23 septembre et 9 novembre 2024.

Le tournage démarre officiellement le 26 février 2024. Il se déroule notamment dans l'État de Géorgie : les Trilith Studios et les Atlanta Metro Studios (en),. Il est par ailleurs annoncé que des scènes seront également tournées dans l'Utah (comté de Grand et comté d'Emery) ainsi que dans l'État de New York. Les prises de vues étaient prévues pour durer jusqu'en juillet 2024, mais le 18 juin 2024, Julia Louis-Dreyfus, qui joue la comtesse Valentina de Fontaine dans le film, révèle dans un podcast que le tournage était déjà terminé.
La scène-post générique qui présente l'équipe dans leurs nouveaux QG et l'arrivée de la fusée des Quatre Fantastiques a été réalisée et tournée par Anthony et Joe Russo sur le tournage d'Avengers: Doomsday un mois avant la sortie du film.

## Musique
Bandes originales de l'univers cinématographique Marvel
Les Quatre Fantastiques : Premiers pas
(2025)
La musique est composée par le trio Son Lux.
| Liste des titres | Liste des titres                         | Liste des titres | Liste des titres | Liste des titres | Liste des titres | Liste des titres | Liste des titres | Liste des titres | Liste des titres |
| No               | Titre                                    | Durée            |                  |                  |                  |                  |                  |                  |                  |
| ---------------- | ---------------------------------------- | ---------------- | ---------------- | ---------------- | ---------------- | ---------------- | ---------------- | ---------------- | ---------------- |
| 1.               | Thunderbolts*                            | 2:45             |                  |                  |                  |                  |                  |                  |                  |
| 2.               | There's Something Wrong with Me          | 1:37             |                  |                  |                  |                  |                  |                  |                  |
| 3.               | I Needed That Face                       | 0:48             |                  |                  |                  |                  |                  |                  |                  |
| 4.               | The Light Inside You Is Dim              | 1:28             |                  |                  |                  |                  |                  |                  |                  |
| 5.               | Last Assignement                         | 1:51             |                  |                  |                  |                  |                  |                  |                  |
| 6.               | I'm Not Here for You                     | 2:46             |                  |                  |                  |                  |                  |                  |                  |
| 7.               | Countdown                                | 2:27             |                  |                  |                  |                  |                  |                  |                  |
| 8.               | Forest Memory                            | 1:11             |                  |                  |                  |                  |                  |                  |                  |
| 9.               | The Climb                                | 1:51             |                  |                  |                  |                  |                  |                  |                  |
| 10.              | Walker's Memory                          | 1:06             |                  |                  |                  |                  |                  |                  |                  |
| 11.              | Preparing for Lethal                     | 2:12             |                  |                  |                  |                  |                  |                  |                  |
| 12.              | Every Man for Himself                    | 1:05             |                  |                  |                  |                  |                  |                  |                  |
| 13.              | Maybe We'll All Get Out of Here Alive    | 2:05             |                  |                  |                  |                  |                  |                  |                  |
| 14.              | First Flight                             | 1:30             |                  |                  |                  |                  |                  |                  |                  |
| 15.              | Limo Chase                               | 2:09             |                  |                  |                  |                  |                  |                  |                  |
| 16.              | It's Bucky!                              | 1:22             |                  |                  |                  |                  |                  |                  |                  |
| 17.              | Welcome to the Watchtower                | 1:09             |                  |                  |                  |                  |                  |                  |                  |
| 18.              | To Be Chosen                             | 1:36             |                  |                  |                  |                  |                  |                  |                  |
| 19.              | For the Glory                            | 0:55             |                  |                  |                  |                  |                  |                  |                  |
| 20.              | Left the Door Unlocked                   | 1:03             |                  |                  |                  |                  |                  |                  |                  |
| 21.              | Introducing Sentry                       | 0:49             |                  |                  |                  |                  |                  |                  |                  |
| 22.              | Unimpeachable                            | 1:22             |                  |                  |                  |                  |                  |                  |                  |
| 23.              | Penthouse Flight                         | 1:27             |                  |                  |                  |                  |                  |                  |                  |
| 24.              | It's Not Robert You Need to Be Afraid Of | 1:24             |                  |                  |                  |                  |                  |                  |                  |
| 25.              | I Don't See Your Mistakes                | 1:39             |                  |                  |                  |                  |                  |                  |                  |
| 26.              | No Use Fighting                          | 3:12             |                  |                  |                  |                  |                  |                  |                  |
| 27.              | Yelena's Choice                          | 1:58             |                  |                  |                  |                  |                  |                  |                  |
| 28.              | Searching for Bob                        | 2:03             |                  |                  |                  |                  |                  |                  |                  |
| 29.              | The Attic                                | 1:28             |                  |                  |                  |                  |                  |                  |                  |
| 30.              | Show Us the Worst                        | 1:34             |                  |                  |                  |                  |                  |                  |                  |
| 31.              | You Can't Even Save Yourself             | 3:03             |                  |                  |                  |                  |                  |                  |                  |
| 32.              | Not Alone                                | 2:55             |                  |                  |                  |                  |                  |                  |                  |
| 55:50            |                                          |                  |                  |                  |                  |                  |                  |                  |                  |

## Accueil

### Sortie
La sortie de Thunderbolts* au cinéma a été plusieurs fois repoussée, principalement en raison des grèves de 2023 à Hollywood. Il devait initialement sortir le 26 juillet 2024, ensuite le 20 décembre 2024, puis le 25 juillet 2025. Il sortira finalement aux États-Unis le 2 mai 2025.

### Critique
Le film a eu un accueil chaleureux avec 88% d'avis favorables sur Rotten Tomatoes pour la presse et 94% pour le public.

### Box-office
Aux États-Unis, Thunderbolts* réalise 76 millions USD de recettes lors de son premier week-end, prenant la première place du box-office devant Sinners et Minecraft, le film.
| Pays ou région | Box-office        | Date d'arrêt du box-office | Nombre de semaines |
| -------------- | ----------------- | -------------------------- | ------------------ |
| États-Unis     | 190 253 709 $     | en cours                   | 13                 |
| France         | 1 112 514 entrées | Fin juin 2025              | 7                  |
| Allemagne      | 242 515 entrées   | en cours                   | 1                  |
| Brésil         | 100 280 entrées   | en cours                   | 1                  |
| Chine          | 2 212 992 entrées | en cours                   | 1                  |
| Corée du Sud   | 803 978 entrées   | en cours                   | 1                  |
| Espagne        | 319 890 entrées   | en cours                   | 1                  |
| Italie         | 295 226 entrées   | en cours                   | 1                  |
| Russie         | 111 276 entrées   | en cours                   | 1                  |
| Total mondial  | 382 416 298 $     | en cours                   | 1                  |

### Changement de titre
Une semaine après la sortie aux États-Unis, Marvel Studios annonce renommer le film en The New Avengers, en référence au renommage de l'équipe à la fin du film. Une campagne de changement de nom sur les réseaux sociaux et les affiches est menée dans le pays.